# بنبة كار (ماهرو)
بنبة کار (بالإنجليزية: Panbeh Kar, Zaz va Mahru)‏ هي منطقة سكنية تقع في إيران في قسم ماهرو الریفي. يقدر عدد سكانها بـ 23 نسمة .